# Corte Superior de Justicia de Áncash
La Corte Superior de Justicia de Áncash es el tribunal de apelación cuya sede es la ciudad de Huaraz, capital del Departamento de Áncash y cuya competencia se extiende a todo el Distrito Judicial de Áncash. Fue creada el 23 de enero  de 1861 durante el gobierno de Ramón Castilla. Está compuesta por un total de 2 salas superiores que conocen en segunda instancia las sentencias expedidas por los juzgados especializados del distrito judicial.

## Historia
La Corte Superior de Justicia de Áncash fue creada el 23 de enero de 1861 y se instaló el 14 de febrero de 1863 bajo la presidencia de Ramón Castilla. Su primer presidente fue el doctor Pedro Torres Calderón y los vocales fueron Buenaventura Cossío y José María Días.
En 1997, mediante Resolución Administrativa N° 376-CME-PJ, durante el gobierno de Alberto Fujimori, se retiraron de su competencia las provincias litorales del departamento de Áncash y se formó el distrito judicial del Santa.

## Competencia territorial
Según la organización territorial inicial, las Cortes Superiores tenían competencia territorial en el departamento de su sede, el mismo que se correspondía con un determinado Distrito Judicial. Sin embargo, esta división fue modificándose paulatinamente por razones de cercanía comunicativa. En la actualidad la Corte Superior de Justicia de Áncash es competente territorialmente sobre las provincias andinas del Departamento de Áncash.  Las provincias costeñas de ese departamento (Santa, Casma y Huarmey) además de las andinas Corongo y Pallasca pertenecen al distrito judicial del Santa. Adicionalmente, esta Corte también tiene competencia sobre las provincias huanuqueñas de Marañón y Huacaybamba.

## Composición
La Corte Superior de Justicia de Áncash está conformada por 4 salas superiores (1 civil y 3 penales) con sede en Huaraz. Cada Sala está conformada por tres jueces superiores que, en el Perú, reciben la denominación de "vocales superiores". La reunión de todos los vocales superiores constituyen la "Sala Plena" que es el máximo órgano deliberativo de la Corte Superior.

## Presidente de la Corte Superior
De conformidad con los artículos 38 y 45 de la Ley Orgánica del Poder Judicial, los vocales eligen un Presidente de la Corte Superior. En el caso de Áncash, la elección se realiza el primer jueves del mes de diciembre cada dos años mediante votación secreta de los vocales superiores titulares.
El actual Presidente de la Corte Superior es el doctor Marcial Quinto Gomero.